# Jules Rambaut
Jules Rambaut, né le 6 avril 1998 à Reims, est un joueur français de basket-ball.
Rambaut participe aux Jeux olympiques de 2024 avec l'équipe de 3×3 et remporte la médaille d'argent.

## Carrière
Il est vainqueur de l'Euro U16 en 2014.
L'année suivante, il participe avec l'équipe de France U18 de 5×5 aux championnats d'Europe à Vólos en jouant 6 des 9 matchs, l'équipe finissant à la cinquième place de la compétition. La même année, il participe également à la coupe du monde 3×3 des moins de 18 ans à Debrecen en République tchèque avec Bathiste Tchouaffé, Killian Tillie et Timothé Vergiat ; l'équipe rapporte une médaille de bronze face à l'Espagne après une défaite en demie contre l'Argentine.
Avec l'équipe de France de basket-ball à trois, il est médaillé d'argent aux Jeux olympiques d'été de 2024 à Paris en basket-ball 3×3.

## Décorations
- Chevalier de l'ordre national du Mérite (2024)[3]